# Мите, Адольф
Адольф Мите (нем. Adolf Miethe; 25 апреля 1862[…], Потсдам — 5 мая 1927[…], Берлин) — немецкий учёный, один из пионеров цветной фотографии.

## Биография
Изучал физику, химию и астрономию в университете Гёттингена, где в 1889 защитил докторскую диссертацию на тему «Фотографическо-астрономическая съёмка неподвижных звёзд для актинометрии» (нем. «Zur Actinometrie photographisch-astronomischer Fixsternaufnahmen»).
В 1887 году, вместе с Йоханессом Гедике, Мите изобретает магниевую фотовспышку. Впоследствии работает в фирме Schulze & Barthels в Ратенове, где разрабатывает телескопы, бинокли, а также один из первых фотографических телеобъективов. С 1894 года Мите работает на фирме Voigtländer & Sohn в Брауншвейге, где продолжает заниматься разработками в области оптики.
В 1899 году, после смерти проф. Германа Вильгельма Фогеля, Мите получает место профессора фотохимии, фотографии и спектрального анализа в Императорской Высшей технической школе (Königlich technische Hochschule) в Берлине.
В 1901 году А. Мите сконструировал фотокамеру для «трёхцветной естественной фотографии» («Dreifarbenfotografie nach der Natur»), которая была затем по его чертежам сделана Вильгельмом Бермполем (Willhem Bermpohl) и в 1903 году представлена широкой публике.
С 1903 или 1904 года усовершенствованным вариантом камеры А. Мите пользовался Прокудин-Горский. Кроме того, под непосредственным руководством А. Мите в 1902 году Прокудин-Горский проходил обучение в течение полутора месяцев в фотомеханической школе в Шарлоттенбурге (около Берлина).
В 1908 году А. Мите совершил экспедицию в Египет, по итогам которой издал альбом цветных фотографий «Под солнцем Верхнего Египта» («Unter der Sonne Ober-Ägyptens»).
В 1910 году А. Мите участвует в экспедиции на дирижабле на остров Шпицберген и делает первые в мире цветные снимки района Арктики.
В 1914 году в составе ещё одной научной экспедиции (для наблюдения солнечного затмения) А. Мите делал цветные снимки на севере Норвегии.
В начале XX века А. Мите пользовался высоким авторитетом среди европейских специалистов в соответствующих областях. Он был автором многочисленных книг и издателем научных журналов, почётным членом фотографических союзов в Германии и за границей, президентом Немецкого союза воздухоплавателей и председателем жюри на нескольких всемирных выставках. В Российской империи статьи А. Мите регулярно публиковались в журнале «Фотограф-любитель» (до 1909 года) и некоторых других периодических изданиях.
А. Мите оставил после себя большой архив цветных фотографий 1903-1920- годов, однако в сети Интернет к настоящему времени доступна лишь незначительная часть этой коллекции (на немецкоязычном сайте, посвящённом А. Мите).

## Галерея
- 1902 год
- 1903 год
- 1907 год